# Augusta Lhotová
Augusta Lhotová (24. dubna 1877 Praha-Nové Město – 5. ledna 1943) byla česká malířka a grafička.

## Životopis
Rodiče Augusty byli Antonín Lhota a Marie Lhotová-Bělohradská. Měla šest sourozenců: sestry Marii Lhotovou, Annu Nápravníkovou-Lhotovou a bratry: JUDr. Antonína Lhotu (1860–1928), JUDr. Bedřicha Lhotu (1861–1908), JUDr. Leonidasa Lhotu (1863–1912), JUDr. Jana Lhotu (1868–1933).
Augusta byla akademická malířka, pracovala hlavně v grafice, a to leptu se staropražskými náměty.
V únoru 1906 se v Praze konala výstava „Krásné Prahy“, kde vystavovaly také české a německé malířky a grafičky: Zdenka Braunerová, Em. Šedivá, Sid. Staegerová-Springrová, Lili Gödlová-Brandhuberová, Marie Chodounská, Augusta Lhotová, Anna Roškotová, Linka Scheithauerová, Anna Schrutzová a Ella Urbanová.
V Praze II bydlela na adrese Palackého 1. Pohřbena je na Vyšehradském hřbitově.

## Dílo

### Výběr[1]
- Malý ryneček
- U Štupartů
- Klášter sv. Anny na Starém Městě